# Fräkentjärnen (Åsele socken, Lappland, 714129-158644)
Fräkentjärnen är en sjö i Åsele kommun i Lappland och ingår i Gideälvens huvudavrinningsområde. Sjön har en area på 0,0549 kvadratkilometer och ligger 407 meter över havet.

## Delavrinningsområde
Fräkentjärnen ingår i det delavrinningsområde (714489-158340) som SMHI kallar för Utloppet av Insjön. Medelhöjden är 435 meter över havet och ytan är 35,29 kvadratkilometer. Det finns inga avrinningsområden uppströms utan avrinningsområdet är högsta punkten. Spillerbäcken som avvattnar avrinningsområdet har biflödesordning 2, vilket innebär att vattnet flödar genom totalt 2 vattendrag innan det når havet efter 203 kilometer. Avrinningsområdet består mestadels av skog (77 procent) och sankmarker (13 procent). Avrinningsområdet har 1,43 kvadratkilometer vattenytor vilket ger det en sjöprocent på 4,1 procent.